# Выступление в Американском университете
Выступление в Американском университете — речь, произнесённая Джоном Кеннеди 10 июня 1963 года перед студентами-выпускниками Американского университета в Вашингтоне о стремлении к миру и взаимопониманию с СССР. Известна также под названием «Стратегия мира» (англ. A Strategy of Peace). Советник Кеннеди Тед Соренсен назвал это выступление лучшей речью Кеннеди. Эта речь настолько понравилась Никите Хрущёву, что по его указанию газеты «Правда» и «Известия» опубликовали полный русский перевод этой речи. В то время такое было беспрецедентным.

## Речь
Ниже приведены самые яркие отрывки из речи Кеннеди в Американском университете.

…Первое. Давайте разберемся с нашим отношением к миру как таковому. Слишком многие из нас считают, что он невозможен. Слишком многие считают, что он нереален. Но это опасное, пораженческое убеждение. Из него следует, что война неизбежна — человечество обречено, что мы во власти сил, которые мы не в состоянии контролировать.
Нам не надо соглашаться с такой точкой зрения. Наши проблемы созданы человеком — раз это так, то они могут быть решены человеком. А человек может добиться всего, чего он хочет. Ничто в судьбе людей не является недоступным для людей. Человеческий разум и дух часто решали проблемы, которые казались нерешимыми — и мы убеждены, что они могут вновь это сделать…
… И второе. Давайте пересмотрим наше отношение к Советскому Союзу. Печально считать, что его лидеры могут действительно верить в то, что пишут их пропагандисты. Печально читать недавно опубликованный авторитетный советский текст, касающийся военной стратегии, и видеть на странце за страницей абсолютно безосновательные и невероятные заявления — такие, как утверждение, что американские империалистические круги готовятся развязать войну разного типа, что существует реальная опасность, что американские империалисты развяжут против Советского Союза превентивную войну, и что политические цели, я цитирую, «американских империалистов заключаются в том, чтобы экономически и политически поработить европейские и другие капиталистические страны и достигнуть мирового господства с помощью агрессивных войн».
Поистине, как давно написали: «Нечестивый бежит, когда никто гонится за ним». И тем не менее грустно читать эти советские заявления — осознавать размеры пропасти, лежащей между нами. Но это также и предупреждение — предупреждение американскому народу, чтобы он не попал в ту же ловушку, что и советский, чтобы он не видел только искаженный образ другой стороны, не считал конфликт неизбежным, соглашение — невозможным, а контакты — лишь обменом взаимными угрозами.
Ни одно правительство, ни одна общественная система не являются настолько зловещими, чтобы считать этот народ лишенным любых достоинств. Как американцы мы считаем коммунизм глубоко отвратительным как отрицание свободы и достоинства человека. Но мы можем при этом уважать русский народ за его многочисленные достижения: в науке, в космосе, в экономическом и промышленном развитии, в культуре, за его мужественные подвиги.
Среди многих похожих черт, которыми обладают народы наших двух стран, нет более ярко выраженной, чем наше общее отвращение к войне. Почти исключительным для отношений между главными мировыми державами является то, что мы никогда не воевали друг с другом. И никакакая другая нация в истории войн так не пострадала, как пострадал Советский Союз во Второй мировой войне. По меньшей мере, 20 миллионов погибли. Были сожжены или разграблены бесчисленные миллионы домов. Треть территории страны, включая две трети промышленной базы, была опустошена — ущерб, соизмеримый с опустошением всей территории нашей страны восточнее Чикаго.
Сегодня, если вновь начнется тотальная война — все равно как — обе наши страны будут главными целями. Звучит иронией, но это так — именно двум самым могущественным державам грозит наибольшая опасность уничтожения. Все, что мы выстроили, все, ради чего мы работали, будет уничтожено в первые 24 часа. И даже в условиях «холодной войны», создающей тяготы и угрозы для столь многих стран, включая самых близких союзников нашего государства, наши две страны несут наибольшее бремя. Обе наши страны расходуют на вооружения огромные суммы денег, которые могли бы быть с большей пользой направлены на борьбу с невежеством, бедностью и болезнями. Обе наши страны оказались затянутыми в порочный и опасный круг, где подозрительность одной стороны вызывает подозрительность другой, а появление нового оружия вызывает необходимость создания контроружия…
…Соединенные Штаты. как знает весь мир, никогда не начнут войны. Мы не хотим войны. Мы не ждем сейчас войны. На долю нынешнего поколения американцев уже выпало достаточно — более чем достаточно — испытаний войной, ненавистью и угнетением. Мы будем готовы к ней, если другие захотят этого. Мы будем готовы попробовать остановить её. Но мы также выполним нашу роль в строительстве такого мира во всем мире, в котором слабые будут в безопасности, а сильные будут справедливыми. Мы не беспомощны перед лицом этой задачи и не теряем надежду на её осуществимость. Уверенные, без страха, мы будем продолжать работать — не ради стратегии уничтожения, а ради стратегии мира.
Оригинальный текст (англ.)First: Examine our attitude toward peace itself. Too many of us think it is impossible. Too many think it is unreal. But that is a dangerous, defeatist belief. It leads to the conclusion that war is inevitable—that mankind is doomed—that we are gripped by forces we cannot control.

We need not accept that view. Our problems are manmade—therefore, they can be solved by man. And man can be as big as he wants. No problem of human destiny is beyond human beings. Man's reason and spirit have often solved the seemingly unsolvable—and we believe they can do it again...
...And second: Let us reexamine our attitude towards the Soviet Union. It is discouraging to think that their leaders may actually believe what their propagandists write. It is discouraging to read a recent authoritative Soviet text on Military Strategy and find, on page after page, wholly baseless and incredible claims—such as the allegation that American imperialist circles are preparing to unleash different types of war; that there is a very real threat of a preventive war being unleashed by American imperialists against the Soviet Union, and that the political aims, and I quote, "of the American imperialists are to enslave economically and politically the European and other capitalist countries and to achieve world domination by means of aggressive war", unquote.
Truly, as it was written long ago: "The wicked flee when no man pursueth." Yet it is sad to read these Soviet statements—to realize the extent of the gulf between us. But it is also a warning—a warning to the American people not to fall into the same trap as the Soviets, not to see only a distorted and desperate view of the other side, not to see conflict as inevitable, accommodation as impossible, and communication as nothing more than an exchange of threats.
No government or social system is so evil that its people must be considered as lacking in virtue. As Americans, we find communism profoundly repugnant as a negation of personal freedom and dignity. But we can still hail the Russian people for their many achievements—in science; in space; in economic and industrial growth; in culture; in acts of courage.
Among the many traits the peoples of our two countries have in common, none is stronger than our mutual abhorrence of war. Almost unique among the major world powers, we have never been at war with each other. And no nation in the history of battle ever suffered more than the Soviet Union in the Second World War. At least 20 million lost their lives. Countless millions of homes and families were burned or sacked. A third of the nation's territory, including two thirds of its industrial base, was turned into a wasteland—a loss equivalent to the destruction of this country east of Chicago.
Today, should total war ever break out again—no matter how—our two countries will be the primary target. It is an ironic but accurate fact that the two strongest powers are the two in the most danger of devastation. All we have built, all we have worked for, would be destroyed in the first 24 hours. And even in the Cold War, which brings burdens and dangers to so many countries, including this Nation's closest allies—our two countries bear the heaviest burdens. For we are both devoting massive sums of money to weapons that could be better devoted to combat ignorance, poverty, and disease. We are both caught up in a vicious and dangerous cycle with suspicion on one side breeding suspicion on the other, and new weapons begetting counter-weapons...
...The United States, as the world knows, will never start a war. We do not want a war. We do not now expect a war. This generation of Americans has already had enough—more than enough—of war and hate and oppression. We shall be prepared if others wish it. We shall be alert to try to stop it. But we shall also do our part to build a world of peace where the weak are safe and the strong are just. We are not helpless before that task or hopeless of its success. Confident and unafraid, we labor on—not towards a strategy of annihilation but toward a strategy of peace.